# Atletiek op de Olympische Zomerspelen 1896 – 1500 meter mannen
De 1500 meter voor mannen wedstrijd, de langste baan afstand van op het programma van het Atletiek op de Olympische Zomerspelen 1896, was het laatste evenement op de tweede dag van de Spelen, 7 april. Er werd alleen de finale gelopen, waarbij acht atleten meededen.
Albin Lermusiaux uit Frankrijk liep het grootste deel van de race aan kop, maar werd 100 meter voor de finish ingehaald door Flack en Blake. Lermusiaux werd uiteindelijk derde. Teddy Flack won met een verschil van 5 meter en werd zodoende de eerste Australische Olympisch Kampioen.

## Resultaten
| Plaats | Land | Atleet                    | Tijd     |
| ------ | ---- | ------------------------- | -------- |
| 1      | AUS  | Teddy Flack               | 4:33.2   |
| 2      | USA  | Arthur Blake              | 4:33.6   |
| 3      | FRA  | Albin Lermusiaux          | 4:36.0   |
| 4      | GER  | Carl Galle                | 4:39.0   |
| 5      | GRE  | Angelos Fetsis            | onbekend |
| 6      | GRE  | Dimitrios Golemis         | onbekend |
| 7-8    | GRE  | Konstantinos Karakatsanis | onbekend |
| 7-8    | GRE  | Dimitrios Tomprof         | onbekend |